# Средище-об-Драві (община)
Община Средище-об-Драві (словен. Občina Središče ob Dravi) — одна з общин Словенії. Адміністративним центром є місто Средище-об-Драві.
Більшість населення зайняте в сфері послуг.

## Населення
У 2011 році в общині проживало 2133 осіб, 1040 чоловіків і 1093 жінок. Чисельність економічно активного населення (за місцем проживання), 838 осіб. Середня щомісячна чиста заробітна плата одного працівника (EUR), 1046,60 (в середньому по Словенії 987.39). Приблизно кожен третій житель у громаді має автомобіль (39 автомобілі на 100 жителів). Середній вік жителів склав 43,5 роки (в середньому по Словенії 41.8). 